# 然明
然明（？—？），然氏，名明，一说鬷氏，名蔑，字然明，春秋时期郑国的大夫，曾祖父郑穆公，祖父子然，父亲子革。
前549年，晉國程郑被任命为下军佐。当时六卿执政的格局已经形成，程郑作为国君宠臣获得高位很不安。郑国行人公孙挥到晋国聘问，程郑问如何才能降级，公孙挥不能回答，告诉然明，然明认为程郑这种人问这样的问题，不是将死，就是就要逃亡。
前548年，程郑去世，子产开始了解然明。子产向然明询问有关施政的方针，然明回答说：“把百姓看成像儿子一样。见到不仁的人，就诛戮他，好像老鹰追赶鸟雀。”子产很高兴，把这些话告诉游吉（子太叔），而且说：“以前我见到的只是然明的面貌，现在我了解到他内心甚有见识。”
前544年，良霄（伯有）和公孙黑（子皙）不和，由于眾大夫的調解，他們於十二月初七在良霄家里结盟。裨谌说《诗经》云：“君子屡盟，乱是用长。”（君子多次结盟，动乱因此滋长。）他認為祸乱不會停止。然明問：“政权将会落到哪一家手中？”裨谌属望於子产。
前542年，郑国人在乡校裏游玩聚会，议论国家政事。然明对子产说：“毁了乡校怎么样？”子产说：“为什么？人们早晚事情完了到那里游玩，来议论政事的好坏。他们认为好的，我就推行它；他们所讨厌的，我就改掉它。这是我的老师，为什么要毁掉它？我听说用忠于为善，能减少怨恨，没有听说用摆出权威能防止怨恨。靠权威难道不能很快制止议论？但是就像防止河水一样：大水来了，伤人必然很多，我不能挽救。不如把水稍稍放掉一点加以疏通，不如让我听到这些话而作为药石。”然明说：“我从今以后知道您确实是可以成就大事的。小人实在没有才能。如果终于这样做下去，哪里只会对二三位大臣有利？这确实有利于郑国。”